# Exile in Guyville
Albums de Liz Phair
Girlysound
(1991) Whip-Smart
(1994)
Exile in Guyville est le premier album de l'auteur-compositeur-interprète américaine Liz Phair, sorti le 22 juin 1993. La chanteuse déclara dans une interview que son album constituait une réponse, chanson par chanson, à l'album des Rolling Stones Exile on Main Street. La plupart des critiques ont rejeté cette comparaison, même s'il est indéniable que l'intention de réponse est bien présente.
Liz Phair a commencé par autoproduire ses chansons, sous le nom Girlysound, à la fin des années 80 à Chicago. Un enregistrement de Girlysound fut transmis à Matador Records, qui signa un contrat avec la chanteuse. Elle enregistra en studio une sélection des meilleurs titres qu'elle avait déjà réalisés avec Girlysound, et l'album sortit en 1993, recevant l'approbation générale du public et des critiques spécialisés.
Il fut classé album de l'année par le magazine Spin, et le titre Never Said passa régulièrement sur MTV. Au cours de l'été 1994, l'album prit sa place dans les charts américain. Il s'est vendu à 200 000 exemplaires.
En 2003, dans le classement des 500 plus grands albums de tous les temps du magazine Rolling Stone, l'album Exile In Guyville est arrivé en 328e position. Il est ensuite placé en 327e position du classement 2012.
Il est également cité dans l'ouvrage de référence de Robert Dimery Les 1001 albums qu'il faut avoir écoutés dans sa vie.

## Liste des chansons
Toutes les chansons sont écrites par Liz Phair
1. 6'1'' – 3:05
2. Help Me Mary – 2:16
3. Glory – 1:29
4. Dance of the Seven Veils – 2:29
5. Never Said (en) – 3:16
6. Soap Star Joe – 2:44
7. Explain It to Me – 3:11
8. Canary – 3:19
9. Mesmerizing – 3:55
10. Fuck and Run – 3:07
11. Girls! Girls! Girls! – 2:20
12. Divorce Song – 3:20
13. Shatter – 5:28
14. Flower (en) – 2:03
15. Johnny Sunshine – 3:27
16. Gunshy – 3:15
17. Stratford-on-Guy – 2:59
18. Strange Loop – 3:56